# National Basketball League (Nuova Zelanda)
La  New Zealand National Basketball League  (NZNBL) è il principale campionato di pallacanestro della Nuova Zelanda.

## Storia
Gli anni ’80 segnarono un periodo di eccezionale crescita e popolarità per la pallacanestro in Nuova Zelanda. Alla fine del 1981, sei squadre maschili – un mix di club e rappresentative provinciali – decisero autonomamente di creare un campionato nazionale inaugurale. Il successo fu tale che, l’anno successivo, la competizione passò sotto il controllo della Federazione cestistica della Nuova Zelanda, aumentando di dimensioni e ottenendo uno sponsor ufficiale. La possibilità di schierare due giocatori stranieri per squadra (invariabilmente statunitensi con esperienza nel basket universitario) e il fatto che le partite si giocassero la sera al chiuso contribuirono a trasformare il campionato in una nuova forma di intrattenimento familiare.
All’inizio degli anni ’90, però, la pallacanestro neozelandese e molte squadre della NZNBL attraversarono un periodo di crisi, con un calo della copertura televisiva, degli sponsor e del pubblico. Tuttavia, nei primi anni duemila, lo storico quarto posto finale della Nazionale della Nuova Zelanda ai Mondiali FIBA 2002 e l’introduzione dei New Zealand Breakers nella NBL australiana nel 2003 fecero aumentare nuovamente la popolarità della pallacanestro in Nuova Zelanda..
Il numero di squadre partecipanti è cambiato frequentemente dalla nascita della lega, con numerose promozioni e retrocessioni tra la prima e la seconda divisione, la Conference Basketball League, negli anni ’80 e ’90, così come diversi ritiri dovuti a motivi finanziari. Il campionato iniziò con 8 squadre nel 1982, raggiunse il picco di 13 nel 1995, per poi scendere a un minimo di 7 nel 2016. 
Nel 2019, i Southern Huskies della Tasmania divennero la prima squadra australiana a unirsi a una competizione neozelandese. Nel 2020, la lega tornò a 7 squadre adottando un formato ridotto a causa della pandemia di COVID-19]. Nel 2022, il campionato venne elogiato per aver raggiunto un equilibrio competitivo, dopo anni di competizione sbilanciata, con il talento e le risorse distribuiti in modo omogeneo tra le dieci squadre.
Nel luglio 2024, emerse la notizia che la NBL neozelandese stava valutando l’ingresso di una squadra proveniente dalla Indian National Basketball League. Il 30 ottobre 2024 fu annunciato che gli Indian Panthers si sarebbero uniti alla lega nel 2025. Tuttavia, la franchigia fu rapidamente travolta da difficoltà e il 22 maggio 2025 si ritirò dal campionato a stagione in corso.

## Formula della competizione
Nella stagione 2025 della competizione le squadre giocano una stagione regolare di 20 partite, con andata e ritorno. Alla fine della regular season le prime due squadre in classifica ottengono l'accesso diretto per le semifinali, mentre le squadre che si sono classificate tra il terzo ed il sesto posto ottengo l'accesso per il Play-In. Le squadre qualificate per il turno preliminare si sfidano in una gara secca per determinare le altre due squadre qualificate per le semifinali. 
Le sfide, sia delle semifinali che la finalissima per il titolo, vengono giocate in una gara secca.

## Copertura televisiva
In anni recenti la NZ National Basketball League (NBL) ha avviato accordi per ampliare la copertura televisiva. Nel 2003 la NBL ha firmato un contratto con TVNZ per rendere TV 2 l'ufficiale "home of hoops ". Nel 2005 le partite erano trasmesse al venerdì sera alle 22.30. Nel 2006 invece erano alle 11.30 del sabato, mentre finali e semifinali erano in diretta. In aggiunta lo stesso canale dà copertura completa ai Tall Black (la nazionale) nelle loro partite in patria. Fra i telecronisti vi sono Bob Manthei, l'ex allenatore dei New Zealand Breaker e dei Waikato Titans Jeff Green e l'ex nazionale Chris Tupu. Dal 2007 in poi Sky Television (pay TV) trasmetterà un incontro in diretta.
Nel 2016 e nel 2017, la NZNBL iniziò a trasmettere e diffondere le proprie partite in diretta streaming e televisiva in maniera più libera.
Nel 2020, il campionato fece trasmettere tutte le 75 partite da Sky Sport, segnando la prima volta, nei quarant’anni di storia della lega, in cui ogni incontro sarebbe stato reso disponibile agli spettatori in tutto il Paese. Nello stesso anno, la lega concluse un accordo per trasmettere in diretta negli Stati Uniti tramite ESPN.
Nel 2022, la NZNBL e Sky Sport firmarono un accordo commerciale quinquennale, stimato in 7,5 milioni di dollari, destinato alle squadre.

## Squadre attuali
| Squadra           | Città            | Regione            | Arena                            | Capacità | Debutto | Allenatore       |
| ----------------- | ---------------- | ------------------ | -------------------------------- | -------- | ------- | ---------------- |
| Auckland Tuatara  | Auckland         | Auckland           | Eventfinda Stadium               | 4,179    | 2019    | Cameron Gliddon  |
| Canterbury Rams   | Christchurch     | Canterbury         | Cowles Stadium                   | 2,300    | 1982    | Quinn Clinton    |
| Franklin Bulls    | Pukekohe         | Auckland           | Franklin Pool and Leisure Centre | 1,100    | 2020    | Sebastian Gleim  |
| Hawke's Bay Hawks | Napier           | Hawke's Bay        | Pettigrew Green Arena            | 2,500    | 1983    | Sam Gruggen      |
| Manawatu Jets     | Palmerston North | Manawatū-Whanganui | Central Energy Trust Arena       | 2,000    | 1982    | Tony Webster     |
| Nelson Giants     | Nelson           | Nelson             | Trafalgar Centre                 | 2,460    | 1982    | Michael Fitchett |
| Otago Nuggets     | Dunedin          | Otago              | Edgar Centre                     | 2,880    | 1990    | Mike Kelly       |
| Southland Sharks  | Invercargill     | Southland          | Stadium Southland                | 4,019    | 2010    | Jonathan Yim     |
| Taranaki Airs     | New Plymouth     | Taranaki           | TSB Stadium                      | 4,560    | 1985    | Sam Mackinnon    |
| Tauranga Whai     | Tauranga         | Bay of Plenty      | Mercury Baypark                  |          | 2024    | Matt Lacey       |
| Wellington Saints | Wellington       | Wellington         | TSB Bank Arena                   | 4,002    | 1983    | Aaron Young      |

## Albo d'oro
- 1982  Auckland Rebels
- 1983  Auckland Rebels
- 1984  Wellington Saints
- 1985  Wellington Saints
- 1986  Canterbury Rams
- 1987  Wellington Saints
- 1988  Wellington Saints
- 1989  Canterbury Rams
- 1990  Canterbury Rams
- 1991  Hutt Valley Lakers
- 1992  Canterbury Rams
- 1993  Hutt Valley Lakers
- 1994  Nelson Giants
- 1995  Auckland Rebels
- 1996  Auckland Rebels
- 1997  Auckland Rebels
- 1998  Nelson Giants
- 1999  Auckland Rebels
- 2000  Auckland Rebels

- 2001  Waikato Titans
- 2002  Waikato Titans
- 2003  Wellington Saints
- 2004  Auckland Rebels
- 2005  Auckland Rebels
- 2006  Hawke's Bay Hawks
- 2007  Nelson Giants
- 2008  Waikato Pistons
- 2009  Waikato Pistons
- 2010  Wellington Saints
- 2011  Wellington Saints
- 2012  Auckland Pirates
- 2013  Southland Sharks
- 2014  Wellington Saints
- 2015  Southland Sharks
- 2016  Wellington Saints
- 2017  Wellington Saints
- 2018  Southland Sharks
- 2019  Wellington Saints

- 2020  Otago Nuggets
- 2021  Wellington Saints
- 2022  Otago Nuggets
- 2023  Canterbury Rams
- 2024  Canterbury Rams
- 2025  Wellington Saints

## Vittorie per club
| Club               | Titolo | Città        | Anno                                                                         |
| ------------------ | ------ | ------------ | ---------------------------------------------------------------------------- |
| Wellington Saints  | 13     | Wellington   | 1984, 1985, 1987, 1988, 2003, 2010, 2011, 2014, 2016, 2017, 2019, 2021, 2025 |
| Auckland Pirates   | 10     | Auckland     | 1982, 1983, 1995, 1996, 1997, 1999, 2000, 2004, 2005, 2012                   |
| Canterbury Rams    | 6      | Christchurch | 1986, 1989, 1990, 1992, 2023, 2024                                           |
| Waikato Pistons    | 4      | Hamilton     | 2001, 2002, 2008, 2009                                                       |
| Nelson Giants      | 3      | Nelson       | 1994, 1998, 2007                                                             |
| Southland Sharks   | 3      | Invercargill | 2013, 2015, 2018                                                             |
| Hutt Valley Lakers | 2      | Hutt Valley  | 1991, 1993                                                                   |
| Otago Nuggets      | 2      | Dunedin      | 2020, 2022                                                                   |
| Hawke's Bay Hawks  | 1      | Taradale     | 2006                                                                         |